# Andrew Chi-Chih Yao
Andrew Yao (em chinês: Yao Chi-Chih, 姚期智, Yáo Qīzhì) (Xangai, 24 de dezembro de 1946) é um informático chinês.
Foi agraciado com o Prêmio Turing de 2000, por suas pesquisas sobre teoria da computação, em especial a Complexidade computacional.
Graduado em física pela Universidade Nacional de Taiwan. Doutorado em física pela Universidade Harvard, em 1972, e em informática, pela Universidade de Illinois, em 1975.
Foi professor de informática na Universidade da Califórnia (1981-1982), na Universidade de Stanford (1982-1986) e na Universidade Princeton (1986-2004). Desde 2004 leciona na Universidade de Tsinghua.